# Кедугу (область)
Кеду́гу (фр. Kédougou, волоф Kéedugu) — область на юго-востоке Сенегала. Административный центр — город Кедугу. Площадь — 16 896 км², население — 124 300 человек (2010).

## География
На севере и востоке граничит с областью Тамбакунда, на востоке с Мали, на юге с Гвинеей. По территории области протекает река Гамбия.

Область была образована в 2008 году путём выделения из области Тамбакунда её восточных районов.

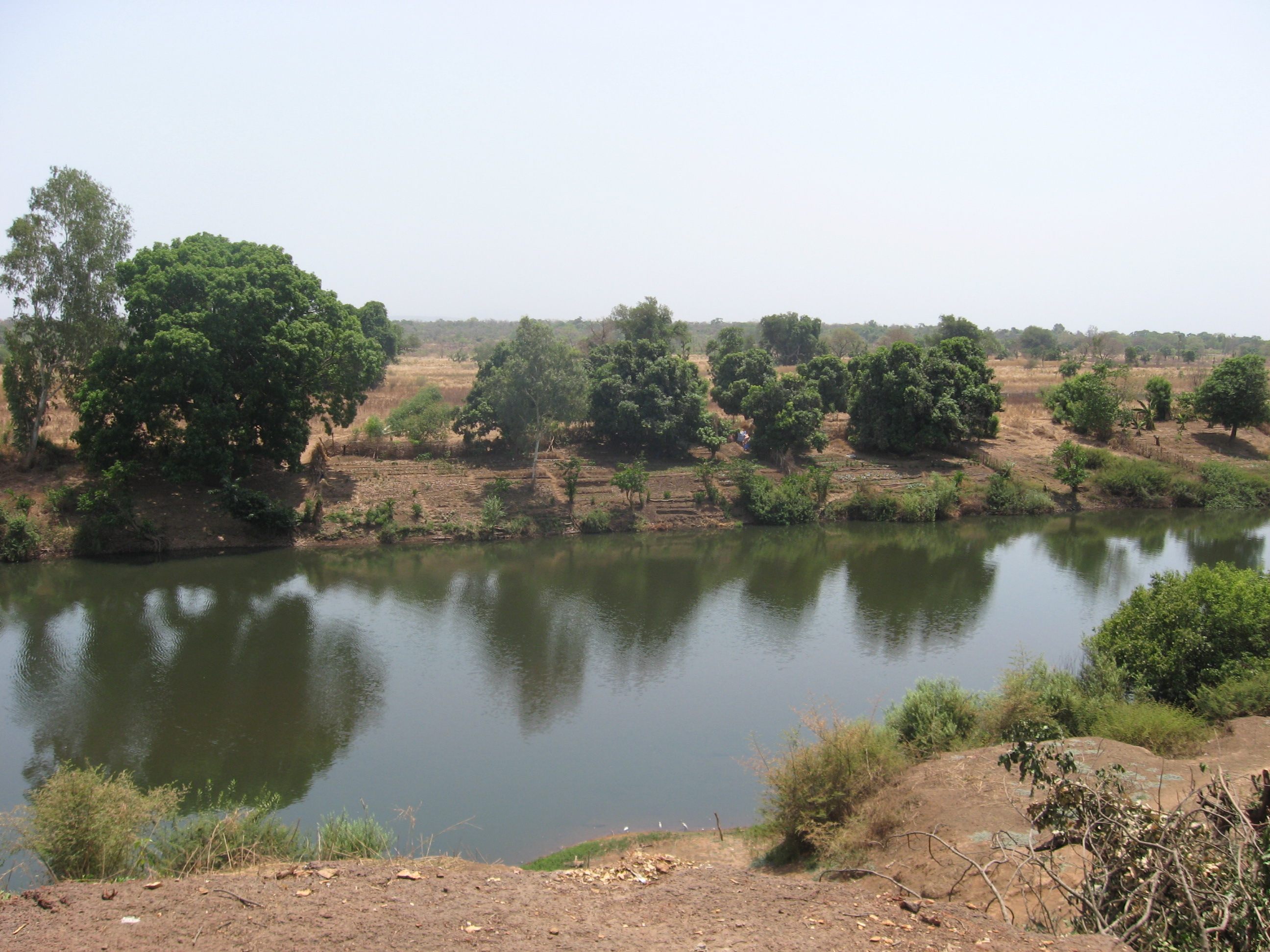
Река Гамбия в области Кедугу

## Административное деление
Административно область подразделяется на 3 департамента:
- Кедугу
- Салемата
- Сарайя

## Туризм
В области Кедугу в настоящее время успешно развивается экологический туризм.